# Gabrielle Tuleu
Gabrielle Tuleu, née le 14 janvier 1988 à Chambray-lès-Tours, est une kayakiste française, spécialiste de la course en ligne.

## Biographie
Elle s'entraîne au Canöe-Kayak Club de Tours et est entraînée par Jean-Pascal Crochet. En parallèle, elle fait des études d'ingénieur à l'Institut national d'études supérieures agronomiques de Montpellier.
Elle a représenté la France aux Jeux olympiques d'été de 2012 à Londres en K4 500 mètres femmes avec Marie Delattre, Sarah Guyot et Joanne Mayer.
Elle n'a pas réussi à se qualifier pour les Jeux olympiques d'été de 2016, finissant 4e et 6e de ses courses lors des qualifications nationales.